# Nazionale femminile under 20 di calcio del Ghana
La nazionale Under-20 di calcio femminile del Ghana è la rappresentativa calcistica femminile internazionale del Ghana formata da giocatrici al di sotto dei 20 anni, gestita dalla Federazione calcistica del Ghana, l'ente sportivo federale per il calcio del paese dell'Africa occidentale.
Come membro della Confédération Africaine de Football (CAF) partecipa al campionato africano di categoria e al campionato mondiale FIFA Under-20.
Nella sua storia sportiva, la formazione U-20 ha disputato sette mondiali consecutivi, ossia quelli di Germania 2010, Giappone 2012, Canada 2014, Papua Nuova Guinea 2016, Francia 2018, Costa Rica 2022 e Colombia 2024, tutti conclusi anzitempo con l'eliminazione della squadra già alla fase a gironi.

## Campionato mondiale Under-20
- 2002: Non qualificata (torneo Under-19)
- 2004: Non qualificata (torneo Under-19)
- 2006: Non qualificata
- 2008: Non qualificata
- 2010: Primo turno
- 2012: Primo turno
- 2014: Primo turno
- 2016: Primo turno
- 2018: Primo turno
- 2022: Primo turno
- 2024: Primo turno

## Campionato africano femminile Under 20 di calcio
- 2002: non partecipante
- 2004: non partecipante
- 2006: quarti di finale
- 2008: semifinali
- 2010: Campione (assieme alla Nigeria)
- 2012: Campione (assieme alla Nigeria)
- 2014: Campione (assieme alla Nigeria)
- 2015: Campione (assieme alla Nigeria)
- 2018: Campione (assieme alla Nigeria)
- 2020: non completato per la cancellazione del Mondiale della Costa Rica 2020, poi 2021, e delle relative restrizioni dovute alla pandemia di COVID-19 in Costa Rica.